# Cleome semitetrandra
Cleome semitetrandra är en paradisblomsterväxtart som beskrevs av Otto Wilhelm Sonder. Cleome semitetrandra ingår i släktet paradisblomstersläktet, och familjen paradisblomsterväxter. Inga underarter finns listade i Catalogue of Life.